# ماساتو فوروویا
ماساتو فوروویا (به ژاپنی: 古尾谷雅人، Masato Furuoya)؛ ۱۴ مهٔ ۱۹۵۷ – ۲۵ مارس ۲۰۰۳) هنرپیشه اهل ژاپن بود که در دومین جشنواره فیلم یوکوهاما برندهٔ جایزهٔ بهترین بازیگر مرد شده‌بود.